# Énnae Cennsalach
Énnae Cennsalach (Ve siècle) est un roi de Leinster et le fondateur éponyme des Uí Cheinnselaigh  un des septs du Laigin. Il est réputé être le petit-fils Bressal Bélach († 436), un roi précédent.

## Contexte
La chronologie des rois du Leinster du Ve siècle est contradictoire. Énnae est compté comme un roi de Laigin dans le Livre de Leinster mais il n'est pas mentionné dans les chroniques d'Irlande.
Geoffrey Keating relève les guerres de l'Ard ri Erenn Eochaid Mugmedón contre Énnae Cennselach. Lorsque Eochaid est défait lors de la Bataille de Cruachan Claonta par les hommes du Leinster.. Selon les récits Aided Néill Noígíallaig et Orcuin Néill Noígíallaig, le fils d'Énnae, Eochu est le meurtrier de l'Ard ri Niall Noigiallach. Orcuin Néill Noígíallaig raconte qu'Eochu tue le chef poète de Niall. Ce qui amène Niall à piller le Leinster et exiler Eochu. Eochu trouve refuge auprès du roi Erc de Dalriada et tue ensuite Niall lorsque ce dernier revient d'une expédition de pillage.Aided Néill Noígíallaig relate de son côté que Fergus le fils de Niall venge son père en tuant Eochu.
Le fils d'Énnae Crimthann mac Énnai († 483) devient roi de Leinster. Un autre fils Fedelmid est l'ancêtre des Uí Felmeda, une lignée des Uí Cheinnselaigh.

## Sources
- (en) Francis John Byrne, Irish Kings and High-Kings, Dublin: Four Courts Press, 2001,  (ISBN 978-1-85182-196-9)
- Book of Leinster,Rig Laigin at CELT: Corpus of Electronic Texts at University College Cork
- (en) Geoffrey Keating, History of Ireland at CELT: Corpus of Electronic Texts at University College Cork
- Aided Néill Noígíallaig, Cycles of the Kings
- Orcuin Néill Noígíallaig, Cycles of the Kings